# Агабеков, Георгий Сергеевич
Гео́ргий (Григо́рий) Серге́евич Агабе́ков (настоящая имя и фамилия — Геворк Арутю́нов, 1895, Асхабад—1937) — сотрудник НКВД СССР, невозвращенец. Первый в ряду высокопоставленных сотрудников советской внешней разведки, бежавших на Запад в 30-х годах XX века. В августе 1937 года убит спецгруппой НКВД во Франции.

## Биография
Из армянской семьи. Его отец был кузнецом-кустарем, который попутно торговал опиумом, что давало семье возможность не бедствовать. Перед Первой мировой войной закончил в Ташкенте гимназию, с началом военных действий в 1914 году был мобилизован в армию и до октября 1916 года находился на фронте, участвовал в боях. Затем был направлен в Ташкентскую школу прапорщиков. После окончания этой школы, служил командиром взвода и переводчиком с турецкого языка при штабе 46-го пехотного полка на Румынском фронте. Февральскую революцию Агабеков воспринял с воодушевлением, солдаты избрали его командиром батальона. После Октября покинул армию и в марте 1918 года вступил в отряд Красной гвардии.
С 1918 по 1920 год служил в Красной армии на командных должностях. Воевал в Туркестане, а затем в Сибири и на Урале против Колчака. В 1920 году Агабеков вступил в РКП(б). Затем был военным комиссаром батальона войск внутренней службы в Екатеринбурге.
Поступив на службу в ЧК, работал в Екатеринбургской губернской ЧК. С 1922 года — оперативный сотрудник ЧК Туркестанского фронта. Позднее Агабеков занимал должность начальника отделения по борьбе со шпионажем и контрабандой ГПУ в Ташкенте и одновременно был секретарём бюро партячеек ГПУ и членом партийного комитета. Агабеков принял непосредственное участие в ликвидации бывшего турецкого военного министра Энвера-паши. 
В апреле 1924 года — в аппарате Иностранного отдела (ИНО) ОГПУ. Работал на ГПУ в Афганистане под прикрытием должности помощника заведующего бюро печати Полпредства СССР в Кабуле, шифрованием переписки с Центром ведал Н. С. Фридгут под прикрытием должности секретаря полномочного представителя.
В конце 1926 года — резидент ИНО ОГПУ в Иране. С апреля 1928 года — снова на работе в центральном аппарате ОГПУ (начальник сектора по Среднему и Ближнему Востоку ИНО).
С октября 1929 года — резидент советской нелегальной разведки в Константинополе, сменил на этом посту Якова Блюмкина.

### Бегство на Запад
В 1930 году бежал из Константинополя во Францию. Своё бегство объяснял несогласием с методами работы советских спецслужб и политикой Кремля. По другим сведениям, причиной бегства стал роман с Элизабет Стритер (1909-1971) — преподавательницей английского в Константинополе, которая позже станет его женой.
Вскоре после бегства опубликовал книгу-разоблачение: «OGPU: The Russian Secret Terror» (на английском языке). Публикация привела к арестам сотен советских агентов в Иране (Персии) и других странах Ближнего Востока, а также к резкому обострению отношений СССР с шахом Ирана Резой Пехлеви.

### Убийство
В августе 1937 года убит спецгруппой ИНО НКВД во Франции. По информации Павла Судоплатова, убийство Агабекова было организовано с помощью турецкого боевика сотрудником НКВД, впоследствии генералом КГБ и начальником внешней разведки А. М. Коротковым. По версии, изложенной Борисом Бажановым, НКВД спровоцировал Агабекова на участие в перепродаже ценностей, награбленных в Испании, и он был ликвидирован спецгруппой НКВД в районе испано-французской границы. Труп Агабекова не был найден (по Бажанову, труп найден через несколько месяцев на испанской территории).

## Сочинения
- Г. П. У. Записки чекиста(pdf). Берлин, 1930.
- ЧК за работой(pdf). Берлин, Стрела, 1931.
- Переиздание: [lib.ru/MEMUARY/AGABEKOW/ch_za_rabotoj.txt ЧК за работой.]
- OGPU: The Russian Secret Terror. Brentanos, 1931.
- Agabekov, G.: Die Tscheka bei der Arbeit, Union Deutsche Verlagsgesellschaft, 1932.
- G.P.U. Memorie di un membro della Ceca. Milano, Treves — Treccani — Tumminelli, 1932.